# Genyochromis
Genyochromis is een monotypisch geslacht van straalvinnige vissen uit de familie van de cichliden (Cichlidae).

## Soort
- Genyochromis mento Trewavas, 1935